# Ulvila
Ulvila (szw. Ulvsby) – gmina w Finlandii, położona w południowo-zachodniej części kraju, należąca do regionu Satakunta.
Jest jednym z sześciu miast powstałych w średniowiecznej Finlandii. Prawa miejskie nadane w 1365, odebrane w 1558, na rzecz Pori przez Jana III Wazę. Ponowne nadanie praw miejskich w 2000. W mieście znajduje się zabytkowy kościół, wybudowany w latach 1495–1510.